# Dialog des Erlösers
Der Dialog des Erlösers ist eine neutestamentliche Apokryphe und wurde zusammen mit den übrigen Texten der Bibliothek von Nag Hammadi gefunden. Er wird als NHC III, 5 geführt und umfasst die Seiten 120 bis 147. Es gibt nur eine koptische Ausgabe dieses Textes, die schwer beschädigt ist. Die verbliebenen Teile zeigen, dass es sich um einen Dialog mit Jesus handelt, ähnlich dem Thomasevangelium.
Der Text weist eine eigentümliche Struktur auf, da er unterbrochen wird von größeren Abschnitten, die fehlplatziert erscheinen und nur oberflächlich in den Dialog eingearbeitet wurden. Der Text beginnt mit einer Reihe von Fragen, die auf esoterisches Wissen und die Suche danach abzielen, dann erfolgt unvermittelt eine Beschreibung des Ursprungs der Welt, kurz unterbrochen durch eine Rückkehr zum Dialog. Nachdem die Schöpfung behandelt worden ist, kehrt der Text zur gnostischen Unterhaltung zurück und handelt darüber, wie man die Erlösung über die Gnosis erreicht, und wird dann erneut unterbrochen durch eine naturgeschichtliche Liste der vier Elemente, der Mächte des Himmels und der Erde usw.
Danach kommt eine apokalyptische Vision, in der Didymos Judas Thomas, Maria und Matthäus von einer Klippe aus die Hölle gezeigt wird und ein Engel verkündet, dass die materielle Welt eine versehentliche böse Schöpfung sei (siehe Jaldabaoth). Am Ende kehrt der Text zum Dialog zurück.
Die Tatsache, dass der Text eine Kombination unzusammenhängender Teile ist, und der abrupte Wechsel zwischen Abschnitten, in denen Jesus als „Herr“ und dann wieder als „Erlöser“ bezeichnet wird, hat manche veranlasst, vorzuschlagen, dass es sich eigentlich um 4 oder 5 verschiedene Werke handelt. Der schlechte Erhaltungszustand hat aber bisher verhindert, diese Frage aufzuklären.

## Editionen und Übersetzungen
- Stephen Emmel (Hrsg.): Nag Hammadi Codex III,5: The Dialogue of the Savior (= Nag Hammadi Studies 26). Brill, Leiden 1984.
- James McConkey Robinson (Hrsg.): The Coptic Gnostic Library Vol. III. Brill, Leiden 2000.
- Hans-Martin Schenke, Hans-Gebhard Bethge, Ursula Ulrike Kaiser (Hrsg.): Nag Hammadi Deutsch. 1. Band: NHC I,1-V,1. de Gruyter, Berlin / New York 2001, S. 381ff.